# Siège de Santarém (1184)
Reconquista
Batailles
- Covadonga (722)
- Burbia (791)
- Lutos (794)
- Barcelone  (801)
- Clavijo (844)
- San Esteban de Gormaz  (917)
- Simancas (939)
- Barcelone (985)
- Torà (1006)
- Barbastro (1064)
- Sagrajas (1086)
- Alcoraz (1096)
- Bairén (1097)
- Consuegra (1097)
- Uclès (1108)
- Croisade norvégienne (1108-1109)
- Valtierra (1110)
- Congost de Martorell (1114)
- Cutanda (1120)
- Fraga (1134)
- Oreja (1139)
- Ourique (1139)
- Coria  (1142)
- Santarém  (1147)
- Lisbonne  (1147)
- Santarém  (1184)
- Alarcos (1195)
- Al-Damus  (1210)
- Las Navas de Tolosa (1212)
- Majorque  (1229)
- Jerez (1231)
- Puig de Cebolla (1237)
- Séville (1247-1248)
- Salé (1260)
- Révolte mudéjar  (1264-1266)
- Écija (1275)
- Algésiras  (1278-1279)
- Moclín  (1280)
- Gibraltar  (1309)
- Gibraltar  (1315)
- Gibraltar  (1333)
- Tarifa / Río Salado (1340)
- Algésiras  (1342-1344)
- Gibraltar  (1349-1350)
- Gibraltar  (1411)
- Ceuta (1415)
- La Higueruela (1431)
- Campagne de Grenade (1482-1492) : Lucena - Grenade

Le siège de Santarém de 1184 est une tentative almohade de s'emparer de la ville de Santarém, occupée par les Portugais depuis 1147.

## Déroulement
Au printemps de 1184, Abou Yacoub Youssouf rassembla une importante armée, composée principalement des tribus dites almohades, c'est-à-dire les Hintata et Ahl Tinmel du Haut Atlas, puis de tribus arabes, de Zénètes, d'autres tribus Masmouda et Sanhadja du Haut Atlas, d'Awerba, d'Andalous et de Ghozz, petit corps formé de Turcs très réputés dans le maniement des arcs.
Il franchit le détroit de Gibraltar et marcha à Séville. De là, il se dirigea vers Badajoz et vers l'ouest pour assiéger Santarém, qui a été défendue par Alphonse Ier de Portugal. Quand il apprit l'attaque d'Abou Youssouf, Ferdinand II de León marcha à la tête de ses troupes à Santarém pour soutenir Alphonse Ier de Portugal.
Abou Youssouf, croyant qu'il avait suffisamment de troupes pour maintenir le siège, a envoyé des ordres à une partie de son armée de marcher sur Lisbonne et qu'ils assiègent la ville. Les ordres ont été mal interprétés  car d'importants contingents d'hommes quittent la bataille, et ont commencé à battre en retraite. Abou Youssouf, dans une tentative de rallier ses troupes, a été blessé par un carreau d'arbalète et est mort le 29 juillet 1184.

## Conséquences
La victoire de Santarém a été une réalisation majeure pour Alphonse Ier de Portugal et le pape Alexandre III la reconnut formellement comme une victoire chrétienne.

#### Francophone
- Ernest Mercier, Histoire de l'Afrique septentrionale (Berbérie) depuis les temps les plus reculés jusqu'à la conquête française (1830), Paris, Ernest Leroux, 1894, 477 p. (lire en ligne).
- Ahmed ben Khâled Ennâsiri Esslâoui. (trad. de l'arabe par Ismaël Hamet), Kitâb Elistiqsâ li-Akhbâri doual Elmâgrib Elaqsâ [« Le livre de la recherche approfondie des événements des dynasties de l'extrême Magrib »], vol. XXXII : Les Almohades, Paris, Librairie Honoré Champion, coll. « Archives marocaines », 1927, 283 p. (lire en ligne)